# Мамедов, Агаси Агагюль оглы
Агаси Агагюль оглы Мамедов (азерб. Ağası Ağagül oğlu Məmmədov; род. 1 июня 1980, Баку, Азербайджанская ССР) — азербайджанский и турецкий боксёр, чемпион мира и Европы, призёр Олимпийских игр 2004 года и чемпионата мира. До 2002 года выступал за сборную Турцию под именем Агаси Агагюльоглу (тур. Agasi Agagüloğlu).

## Карьера
В 2000 году в возрасте 20 лет выиграл чемпионат Европы за Турцию, победив в финале двукратного чемпиона Европы и двукратного чемпиона мира россиянина Раимкуля Малахбекова. На Олимпиаде в Сиднее дошёл до четвертьфинала, где проиграл (5-14) будущему чемпиону кубинцу Гильермо Ригондо.
В 2001 году на чемпионате мира дошёл до финала, но там вновь проиграл Гильермо Ригондо.
После чемпионата мира в Белфасте Агаси возвратился из Турции в Азербайджан и вернул себе свою настоящую фамилию. На чемпионате мира в Бангкоке в 2003 году выступал уже под азербайджанским флагом. В четвертьфинале Агаси Мамедов снова встретился с Гильермо Ригондо, но на этот раз Агаси победил и в итоге завоевал первую в истории азербайджанского бокса золотую медаль чемпионата мира, уверенно победив в финале Геннадия Ковалёва (17:8).
В 2004 году принял участие в Олимпийских играх в Афинах в составе сборной Азербайджана и выиграл бронзовую медаль. В сентябре 2004 года указом президента Азербайджана награждён медалью «Прогресс».
В 2004 году Агаси попал в серьезную автомобильную аварию, в которой получил тяжёлую черепно-мозговую травму. В 2006 году он вернулся на ринг, но выступать на прежнем уровне уже не смог.